# Lešek II. Černý
Lešek II. Černý (kolem 1241 – 30. září 1288) byl polský kníže z rodu Piastovců, kníže sieradzský od roku 1261, lenčický od roku 1267, kníže inowrocławský v letech 1273–1278 a od roku 1279 kníže krakovský a sandoměřský. Přízvisko získal díky svým černým vlasům.

## Život

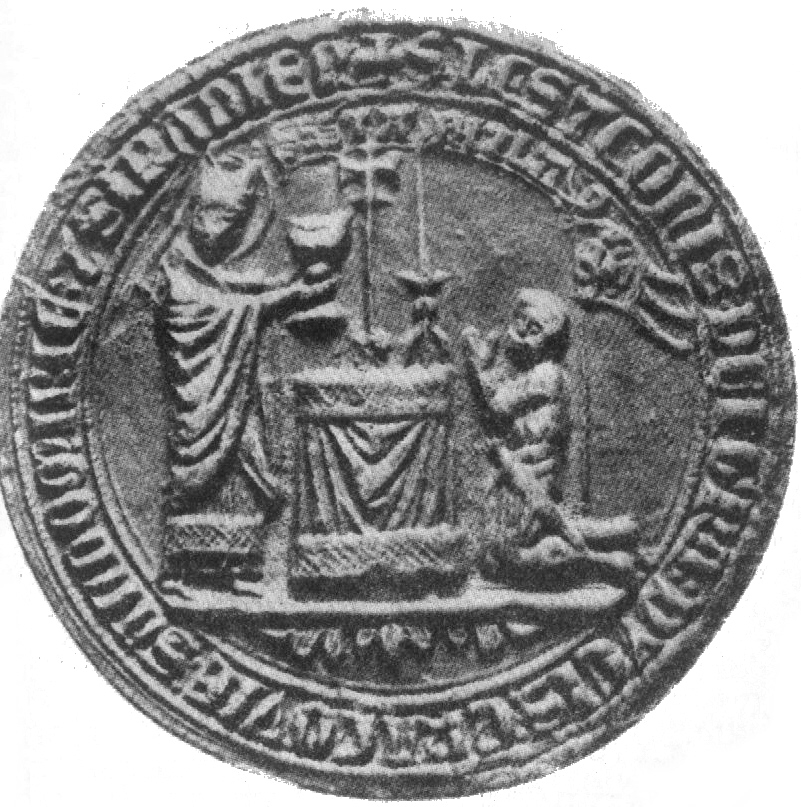
Pečeť Leška Černého

Byl synem Kazimíra I. Kujavského a jeho druhé ženy Konstancie Vratislavské. V roce 1261 vystřídal svého otce jako sieradzský kníže, po jeho smrti v roce 1267 se stal i knížetem lenčickým.
Kolem roku 1266 se oženil s Griffinou Haličskou, zemřel však bez dětí. K rozluce manželství došlo už v letech 1271–1274 údajně z důvodu manželovy impotence.
Vzhledem k tomu, že předchozí kníže-senior Boleslav V. neměl potomky, seniorát v Polsku odkázal synovi svého bratrance Kazimíra Kujavského. Na krakovský trůn Lešek nastoupil v roce 1279.
Během jeho vlády se roku 1287 odehrál třetí mongolský nájezd na Polsko. V té době utekl spolu s manželkou do Uher s prosbou o pomoc. Malopolsko tentokrát na bylo připraveno lépe než v případě předchozích dvou mongolských vpádů a většině opevněných měst se podařilo ubránit, poškození Malopolska bylo přesto značné.
Lešek Černý zemřel 30. září 1288.